# 辻邦彦
辻 邦彦（つじ くにひこ、1952年8月31日 - 2013年11月19日）は、日本の実業家。サンリオの代表取締役副社長を務めた。

## 来歴・人物
サンリオの創業者・代表取締役会長・辻信太郎の長男で、代表取締役社長・辻朋邦の父。

### 略歴
- 1952年8月31日 - 山梨県甲府市に生まれる。
- 1976年3月 - 日本大学理工学部卒業[1]。
- 1976年4月 - サンリオ入社。
- 1982年10月 - サンリオ取締役就任。
- 1987年1月 - Sanrio,Inc.代表取締役社長就任。
- 1987年10月 - サンリオ常務取締役就任。
- 1990年4月 - サンリオファーイースト代表取締役社長就任。
- 1990年6月 - サンリオ専務取締役就任。
- 1992年5月 - 三麗鷗股份有限公司代表取締役社長就任。
- 1994年4月 - Sanrio (Hong Kong) Co.,Ltd.代表取締役社長就任。
- 1996年4月 - 株式会社 虹半(Nijihan)代表取締役社長就任。

※同社は辻邦彦が100パーセント出資によって設立したライセンス専業会社であり代表取締役社長を2005年まで務めた。
- 1998年7月 - Sanrio Korea Co.,Ltd.代表取締役社長就任。
- 2001年2月 - Sanrio Wave Hong Kong Co.,Ltd.代表取締役社長就任。
- 2002年10月 - サンリオ代表取締役副社長就任。
- 2003年1月 - 三麗鴎上海国際貿易有限公司代表取締役社長就任。
- 2005年3月 - Sanrio,Inc.取締役会会長兼C.E.O.就任。
- 2005年4月 - Sanrio Asia Merchandise Co.,Ltd.代表取締役社長就任。
- 2006年11月 - 三貝徳股份有限公司代表取締役社長就任。
- 2008年10月 - Sanrio GmbH支配人就任。
- 2013年11月19日午前11時（現地時間）、出張先のアメリカ合衆国ロサンゼルスで急性心不全のため死去、61歳[3][4]。